# Tučňák magellanský

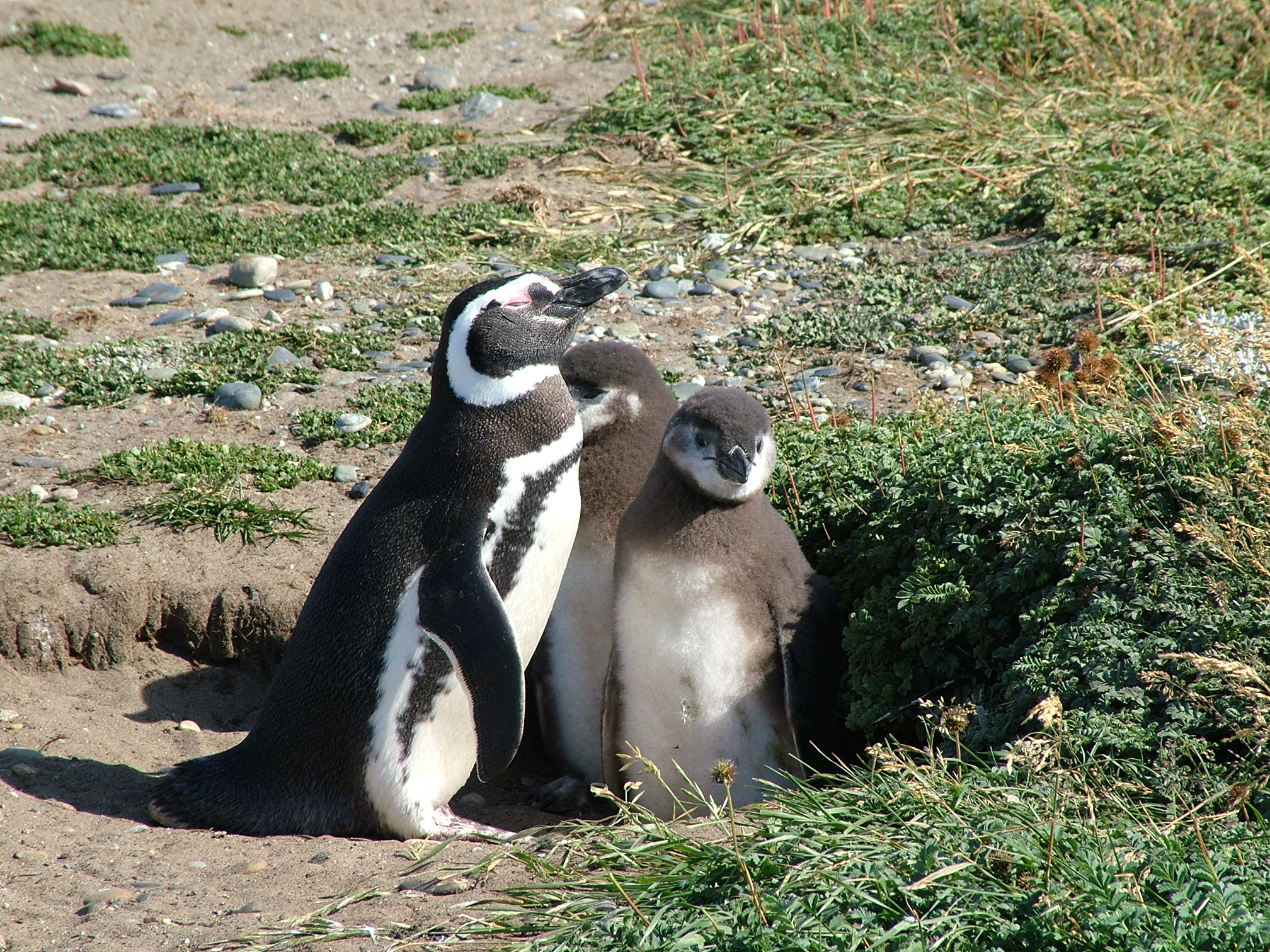
Rodina tučňáka magellanského (Spheniscus magellanicus)

Tučňák magellanský (Spheniscus magellanicus) je druhem tučňáků, který hnízdí na pobřeží jižního Chile, Patagonii, Ohňové zemi, na ostrovech Juana Fernandéze, Falklandách a hlavně na pobřeží Argentiny a částečně i Uruguaye a jihu Brazílie. Největší hnízdící kolonie je na poloostrově Punta Tombo v Argentině.

## Popis
Je to tučňák prostřední velikosti, je největším druhem rodu Spheniscus. Bývá vysoký 60 až 70 cm a váží 3,5 až 5 kg. Samci jsou zpravidla větší než samice, ale rozdíl bývá zřídkakdy postřehnutelný. Má dva černé příčné podkovité pruhy přes krk a prsa. Pije mořskou vodu, přebytečnou sůl pak vykašlává. Mláďata a nedospělci jsou na zádech šedočerní a zespodu špinavě bílí. Mladší ptáci mají na nohou bílé skvrny, s věkem jejich množství ubývá. Tučňák magellanský se dožívá až 25 let.

## Potrava
Jako všechny druhy tučňáků i tito potravu získávají v moři. Jejich jídelníček tvoří hlavně malé druhy mořských ryb, hlavonožci, měkkýši, korýši i kril.

## Způsob života
Více než polovinu roku tráví na moři, kde cestují za potravou. Zpět se vracejí koncem září se studenými proudy Humboldtovým (na pobřeží Chile) a Falklandským (na pobřeží Argentiny a dále). Tyto mořské proudy jsou obvykle bohaté na ryby a tučňáci se cestou před zahnízděním vykrmí.
Po doplutí do obvyklého hnízdiště, první připlouvají samci, si vybojují nejvhodnější místo pro vyhrabání nové nory, případně jen vyčistí starou. Průměrná nora má vstupní otvor široký 50 cm, pak následuje asi 1 metr dlouhá chodba vysoká 20 cm končící hnízdící komůrkou o průměru 45 cm, která je pod povrchem hluboko asi 40 až 50 cm. Komůrka je vystlána trávou a větvičkami vyvrženými mořem.
Po spáření snese samice obvykle dvě vejce o váze cca 130 gramů (slepičí váží polovinu). V sezení na vejcích se samec i samice střídají po dobu 43 až 44 dnů, mláďata se tak líhnou v druhé polovině listopadu. Mládě váží po vylíhnutí 60 gramů, má prachový šat a začíná vidět po 10 dnech. Asi za 100 dnů jsou opeření s dětským zbarvením, teprve dvou až tříletí dostávají typické zbarvení dospělců. V době klubání mláďat se do kolonie vracejí loňská a předloňská nedospělá mláďata.
Čerstvá mláďata mohou nyní vstoupit do moře a začít se sami živit, do té doby je živili rodiče. Staří ptáci nyní mají krátkou dobu odpočinku kdy se v moři vykrmí a vrátí se zpět na hnízdiště, kde přepeří současně se staršími mláďaty. Po výměně peří vyplouvají asi koncem dubna na další cestu mořem až do příštího hnízdění. Kroužkováním bylo zjištěno, že dospělí ptáci jsou většinou věrní svému hnízdišti. Také čerstvá mláďata podnikají dlouhé cesty, za šest měsíců po vstupu do vody byla nalezena 3300 km daleko.

## Ohrožení
Zmenšování počtu tučňáka magellanského je zapříčiněno jednak současnou změnou klimatu, kdy pravidelné mořské proudy nečekaně nepřinášejí do pobřežních vod okolo hnízdišť dostatek ryb nutných k obživě a dále i lidskou činností, kdy jsou tučňáci ať úmyslně nebo neúmyslně loveni. Největší pohromou však bývají ekologické katastrofy znečistěním vody, které postihnou mořskou faunu nebo dokonce samotné tučňáky. Při styku s ropou ztrácí peří izolační vlastnosti a tučňáci hynou na podchlazení. Mezi přirozené nepřítele patří lachtani v moři a buřňáci na hnízdištích.
Je odhadováno, že celkově žije asi 1 300 000 párů tučňáka magellanského.